# Holothuria glandifera
Holothuria glandifera is een zeekomkommer uit de familie Holothuriidae.
De wetenschappelijke naam van de soort werd in 1955 gepubliceerd door Gustave Cherbonnier.